# إلياس فرحات
ولد الياس فرحات سنة 1893م في قرية كفر شيما اللبنانية، أصحاب جريدة الأهرام. تلقى دروسه الأولى في مدرسة القرية، ثم ما لبث أن تركها وهو في العاشرة من عمره يتدرب على المهن اليدوية عله يجد فيها طريق النجاح. وفي سنة 1910 هاجر إلى البرازيل حيث مارس شتى الأعمال محاولاً أن يقاوم قساوة الحياة ومصاعبها، ولم يمنعه ذلك من انصرافه في أوقات الفراغ إلى المطالعة والتمكن من قواعد الكتابة والنظم التي لم يكن حظه منها إلا ضئيلاً آنذاك وحمل معه إلى المهجر خصلة شعر من محبوبته، والتي أوحت إليه فيما بعد بقصيدة مشهورة، منها:
عمل فرحات في البرازيل بائعا متجولا وزاول أعمالا عديدة. وقد قال يصف حاله حين مكابدة الشقاء وقلة الحظ:
تزوج من السيدة جوليا بشارة جبران من بشري، التي تمت بصلة قرابة بالأديب جبران خليل جبران، ورزق منها بأربعة أولاد هم ليلى، خالد، عصام وسعاد. أقام في بلدة بيلو هوريزونت البرازيلية وفي سنة 1919 اشترك مع توفيق ضعون في إصدار مجلة الجديد ثم في تحرير جريدة المقرعة التي أنشأها سليم لبكي. ساهم مع الشاعر شكر الله الجر والأديب ميشال معلوف في تأسيس العصبة الأندلسية في أميركا الجنوبية على منوال الرابطة القلمية في المهجر الشمالي. عرف شعره بنزعته الوطنية والقومية. قدم سورية عام 1959 بدعوة من حكومتها وأقام فيها وفي لبنان فترة من الزمن لاقى فيها كل تقدير وإكرام ثم عاد إلى البرازيل عام 1977 حيث توفي فيها ابن عمه الشاعر الأستاذ نجيب محمد بديع فرحات. توفي سنة 1976م
تتميز شخصية الياس فرحات بالذكاء المتوقد، والوطنية والتمرد على المجتمع وتقاليده، والطائفية ونعراتها وفي هذا يقول:

## أعماله
- عدة دواوين بأسماء فصول السنة: «الربيع»، «الصيف»، «الخريف»، «مطلع الشتاء».
- «فواكه رجعية» وتضمن قصائد غزلية أهمها قصيدة «هذيان» التي تعبر عن تجربة إنسانية وقد نشرتها مجلة العربي عام 1973، كما اعادت نشرها في كتاب العربي عام 2005.

## بيبليوغرافيا
- عيسى الناعوري، إلياس فرحات شاعر العروبة في المهجر، دار النشر والتوزيع والتعهدات، عمّان 1956
- جورج صيدح، أدبنا وأدباؤنا في المهاجر الأمريكية، دار العلم للملايين، بيروت 1957
- سمير بدوان قطامي، إلياس فرحات شاعر العرب في المهجر، دار المعارف، مصر 1971